# 粘液狸藻
粘液狸藻（学名：Utricularia viscosa）为狸藻属多年生小型至中型陆生或半水生食虫植物，也是斯普鲁斯狸藻组（Utricularia sect. Sprucea），其得名于理查德·斯普鲁斯。其种加词“viscosa”来源于拉丁文“visco”，意为“粘稠”，指其植株会产生黏液。粘液狸藻分布于中美洲（伯利兹和尼加拉瓜）及南美洲（巴西、法属圭亚那、圭亚那、苏里南、特立尼达和委内瑞拉）。其陆生或半水生于低海拔地区的潮湿砂质稀疏草原中，而圭亚那的种群也可分布于海拔900米处。1860年，丹尼尔·奥利弗最先发表了粘液狸藻的描述。1986年，彼得·泰勒将该物种置于斯普鲁斯狸藻组下。

## 外部連結
- 食虫植物照片搜寻引擎中粘液狸藻的照片 （页面存档备份，存于）

 维基共享资源上的相關多媒體資源：粘液狸藻
 維基物種上的相關：粘液狸藻